# Pablogco
Pablogco är en ort i Mexiko.   Den ligger i kommunen Tlatlauquitepec och delstaten Puebla, i den sydöstra delen av landet, 180 km öster om huvudstaden Mexico City. Pablogco ligger 2 134 meter över havet och antalet invånare är 577.
Terrängen runt Pablogco är lite bergig, och sluttar norrut. Runt Pablogco är det ganska tätbefolkat, med 134 invånare per kvadratkilometer. Närmaste större samhälle är Teziutlan, 13,2 km öster om Pablogco. I omgivningarna runt Pablogco växer huvudsakligen savannskog.